# Heteropelma quodi
Heteropelma quodi är en stekelart som först beskrevs av Joseph Vachal 1907.  Heteropelma quodi ingår i släktet Heteropelma och familjen brokparasitsteklar. Inga underarter finns listade i Catalogue of Life.